# Нагс Хед (Северна Каролина)
Нагс Хед (енгл. Nags Head) град је у америчкој савезној држави Северна Каролина.

## Демографија
По попису из 2010. године број становника је 2.757, што је 57 (2,1%) становника више него 2000. године.
| Група             | 2000.         | 2010.         |
| Белци             | 2.593 (96,0%) | 2.561 (92,9%) |
| Афроамериканци    | 36 (1,3%)     | 44 (1,6%)     |
| Азијати           | 12 (0,4%)     | 9 (0,3%)      |
| Хиспаноамериканци | 39 (1,4%)     | 89 (3,2%)     |
| Укупно            | 2.700         | 2.757         |